# 윌리엄 슬론 코핀
윌리엄 슬론 코핀(영어: William Sloane Coffin, 1924년 6월 1일 ~ 2006년 4월 12일)은 미국의 장로교 목사이며 반전주의자, 흑인 인권 운동가이기도 하다. 마틴 루서 킹목사의 동역자로 활동했다.

## 생애
- 미국 맨하탄에서 부유한 가구상의 아들로 태어남
- 1943년 징병되어 미육군과 CIA에서 활동
- 앤도버 신학교(Andover Semitary)와 윌리엄스 대학교에서 공부
- 1958년부터 1978년까지 예일대학교 교목으로 목회하였다.
- 교목으로 목회할 당시 마틴 루서 킹목사의 동역자로 활동하면서 인종차별에 반대하는 사회운동 참여.
- 1968년 베트남 전쟁에 반대하는 양심적 병역거부 운동을 지도
- 1987년 리버사이드교회(교단:미국 연합 그리스도의 교회)의 담임목사로 목회
- 1991년 걸프 전쟁과 2003년 이라크 전쟁에 반대

## 저서
- Letters to a Young Doubter, Westminster John Knox Press, July 2005, ISBN 0-664-22929-8
- Credo, Westminster John Knox Press, December 2003, ISBN 0-664-22707-4(한국어판:나는 믿나이다/한국 기독교연구소)
- The Heart Is a Little to the Left: Essays on Public Morality, Dartmouth College, 1st edition, October 1999, ISBN 0-87451-958-6
- The Courage to Love, sermons, Harper & Row, c1982, ISBN 0-06-061508-7
- Once to Every Man: A Memoir, autobiography, Athenaeum Press, 1977, ISBN 0-689-10811-7